# Krzysztof Kurdyka
Krzysztof Kurdyka é um matemático, professor da Université Savoie-Mont-Blanc.
Foi palestrante convidado do Congresso Internacional de Matemáticos no Rio de Janeiro (2018, com Wojciech Kucharz: From continuous rational to regulous functions).